# Honoré Muraire

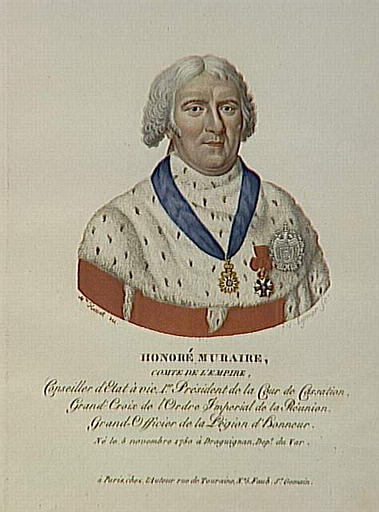
Porträt Muraires (Holzschnitt von Joseph Eymar)

Honoré Muraire (* 5. November 1750 in Draguignan, Département Var; † 20. November 1837 in Paris) war ein französischer Jurist und Politiker.

## Leben und Wirken
Muraire war ein Sohn des Juristen Augustin Muraire und dessen Ehefrau Madeleine Castillon. Nach erfolgreichem Abschluss seines Jurastudiums wurde Muraire Jurist in seiner Heimatstadt. Er war politisch interessiert und 1785 wählte man ihn zum Bürgermeister von Draguignan. Als solcher vertrat er 1785 und 1786 die Interessen seiner Stadt beim État de Provence. Gleich zu Beginn der Französischen Revolution betraute man Muraire mit den Cahiers de Doléances. 1790 ging er nach Paris, um dort die Belange seiner Heimatstadt bei der Nationalversammlung vorzutragen.
In der Hauptstadt machte Muraire die Bekanntschaft mit der Freimaurerei und er wurde selbst einer. Mit Wirkung vom 8. September 1791 wählte man Muraire in die Gesetzgebende Nationalversammlung und zwischen dem 13. und 27. Mai 1792 leitete er sie als Präsident.
Auch nach dem Fall der Monarchie im Sommer 1792 trat Muraire für König Ludwig XVI. ein. Er stellte sich u. a. gegen Louis Pierre Manuel und Jérôme Pétion de Villeneuve und nach den Protesten vom 20. Juli desselben Jahres verteidigte er den königstreuen General Marie-Joseph Motier, Marquis de La Fayette.
Da Muraire auf seiner Einstellung beharrte, verlor er seinen Einfluss und wurde im September desselben Jahres auch nicht mehr gewählt. Ein Untersuchungsausschuss während der Terrorherrschaft ließ ihn im Gefängnis Sainte-Pélagie inhaftieren. Erst als sich mit den Thermidorianern das politische Klima änderte, kam er wieder frei.
Im September 1795 wurde Muraire auf Wunsch des Direktoriums in den Conseil des Anciens (= Rat der Alten) gewählt. Als Mitglied dieses Rates setzte er sich immer wieder für Emigranten ein und machte sich dadurch sehr verdächtigt. Als er auf die Îles du Salut (Französisch-Guyana) deportiert werden sollte, konnte er fliehen und sich auf der Île d’Oléron verstecken. Er blieb mehr als zwei Jahre in seinem selbstgewählten Exil.
Erst mit einem Dekret des Ersten Konsuls Napoleon Bonaparte vom 25. Dezember 1799 wurde Muraire Straffreiheit zugesichert und ihm eine Rückkehr nach Paris erlaubt. Joseph Bonaparte setzt sich sehr für ihn ein, so dass Muraire sofort nach seiner Rückkehr zum Sonderermittler beim Kassationshof berufen wurde.
Nach der Völkerschlacht bei Leipzig (16./1. Oktober 1813) bzw. dem Vertrag von Fontainebleau (11. April 1814) wandte sich Muraire wieder den Bourbonen zu und unterstützte König Ludwig XVIII. Sofort als Napoleon die Insel Elba verlassen hatte, wechselte Muraire zu diesem und unterstützte ihn während dessen Herrschaft der Hundert Tage.
Nach der Schlacht bei Waterloo (18. Juni 1815) gab Muraire alle seine Ämter auf und zog sich ins Privatleben zurück. Er starb am 20. November 1837 in Paris und fand dort auch seine letzte Ruhestätte.

## Ehrungen
- 2. Oktober 1803 Ritter der Ehrenlegion
- Juni 1804 Grand Officier der Ehrenlegion
- 1809 Comte de l’empire
- 1811 Senator
- 3. April 1812 Ritter des Ordre de la réunion
- seit 1892 ist ein Porträt von Honoré Muraire – geschaffen von Georges Cain – im Cour de Cassation (Palais de Justice) zu sehen.